# Helge Schneider
Helge Schneider, född 30 augusti 1955 i Mülheim an der Ruhr, är en tysk komiker, sångare, multiinstrumentalist, regissör och skådespelare. Efter att ha verkat som jazzmusiker fick han ett genombrott som komiker i Tyskland på 1990-talet. Hans absurda humor är starkt rotad i det tyska språket och svår att översätta. Han fick en tysk hit med komedilåten "Katzenklo" 1994.